# Rana luteiventris
Espèce
Synonymes
- Rana pretiosa luteiventris Thompson, 1913

Statut de conservation UICN

 LC  : Préoccupation mineure
Rana luteiventris, la Grenouille maculée de Columbia, est une espèce d'amphibiens de la famille des Ranidae.

## Répartition
Cette espèce se rencontre du niveau de la mer jusqu'à 3 000 m d'altitude en Amérique du Nord, :
- au Canada dans l'extrême Sud du Yukon, en Colombie-Britannique et dans l'ouest de l'Alberta ;
- aux États-Unis dans l'extrême Sud-Est de l'Alaska, dans l'est de l'État de Washington, dans l'Est de l'Oregon, en Idaho, dans l'ouest du Montana, dans l'Ouest du Wyoming, dans le centre de l'Utah et dans le nord du Nevada.

## Publication originale
- Thompson, 1913 : Description of a new subspecies of Rana pretiosa from Nevada. Proceedings of the Biological Society of Washington, vol. 26, p. 53-55 (texte intégral).